# Hugo Méndez
Hugo Méndez Afonso (* 1930 oder 1931; † 2. August 2009) war ein uruguayischer Politiker.
Hugo Méndez, der ab dem Jahre 1955 32 Jahre lang in verschiedenen Positionen innerhalb der Intendencia Municipal von San José wirkte, hatte unter anderem die Position des Director de Obras y de Parques y Jardines inne. Zudem war er Koordinator der Juntas Locales. Er übernahm vom 31. August 1984 bis 15. Februar 1985 und erneut im Jahr 2000 interimsweise das Amt des Intendente des Departamentos San José. Er verstarb im Alter von 78 Jahren nach langer Krankheit.